# Lois Griffiths
Lois Griffiths   (Chagrin Falls, 27 de juny de 1899 - Skokie, 9 de novembre de 1981) va ser una matemàtica nord-americana.
Griffiths era filla d'un pastor protestant gal·lès emigrat a Amèrica el 1880 i d'una mestra d'escola. El mateix any de néixer la família es va traslladat a Jennings (Oklahoma) i el 1904 es va assentar definitivament a Seattle (Washington). Va estudiar a la universitat de Washington en la qual es va graduar el 1921 i va obtenir el màster el 1923. Els cursos següents va continuar els estudis a la universitat de Chicago en la qual va obtenir el doctorat el 1927, sota la direcció de Leonard Dickson. Immediatament va començar a donar classes a la universitat Northwestern a Evanston (Illinois) on va fer tota la seva carrera acadèmica fins a la seva jubilació el 1964, quedant com professora emèrita fins a la seva mort el 1981.
Griffiths és autora d'un conegut llibre sobre Introducció a la teoria de les equacions (1a edició el 1945) i d'un cert nombre d'articles científics, la majoria de ells sobre nombres poligonals.